# Italia Shore
Italia Shore es un programa de telerrealidad italiano transmitido por MTV Italia y Paramount+. Se estrenó el 4 de marzo de 2024. Es la prime versión italiana del programa estadounidense Jersey Shore. Documenta la vida de diez jóvenes que juntos durante varias semanas en Fregene, Lazio. 

## Producción
En febrero de 2022, Paramount Global anunció una nueva línea de series sin guion y renovaciones para MTV Entertainment Studios que incluían siete nuevas versiones de la franquicia Shore . 
En septiembre de 2023, se lanzó por primera vez en Italia Paramount Plus.  Paralelamente se llevó a cabo la programación y producción de series italianas, entre ellas Italia Shore, que fue anunciada por primera vez el 15 de septiembre de ese año. 
El 12 de febrero de 2024, MTV reveló la fecha de estreno del programa y los miembros del elenco.  Su estreno se programó para el 4 de marzo en Paramount+ y el 10 de marzo de 2024 en MTV.  En junio de 2024, MTV renovó el programa para una segunda temporada. 

## Temporadas

### Temporada 1 (2024)
La primera temporada del programa se anunció el 8 de septiembre de 2023 y se estrenó en Paramount+ a partir del 4 de marzo de 2024. Un episodio especial transmitido un mes antes del lanzamiento oficial del programa el 12 de febrero de 2024, titulado "Meet The Cast ",  en el cual fueron entrevistados los ocho participantes que aparecen en el primer episodio.
Axel Essan abandonó voluntariamente el programa, mientras que Jasmin Salvati fue expulsada tras una conducta violenta, sin embargo ambas salidas sucedieron fuera de cámara. 

### Temporada 2 (2025)
La segunda temporada del programa fue renovada por Paramount+ en junio de 2024,  y el rodaje tuvo lugar entre Fregene y Roma entre agosto y septiembre del mismo año. Se estrenó el segundo "Meet The Cast" el 7 de febrero de 2025,  que presentó a cuatro novatos:  Gaia, Nicole Bertoni, Alessandro Ronca y Vincenzo D'Antò. Mattia "Drago" Caruso regresó al programa a tiempo completo, sin embargo abandonó voluntariamente. Beatrice Cirion ingresó al programa como una invitada, pero a partir del sexto episodio fue acreditada como parte del elenco oficial.

## Reparto
| Nombre                         | Edad | Procedencia | Temporadas |
| ------------------------------ | ---- | ----------- | ---------- |
| Emi Zhou Viola Zijun           | 23   | Riccione    | 1–         |
| Francesco "Skino" Russo        | 20   | Colleferro  | 1–         |
| Gilda "La Giss" Provenzano     | 22   | Cosenza     | 1–         |
| Piermarco "Marcolino" Vellitri | 22   | Anzio       | 1–         |
| Samuele "Spadino" Bragelli     | 24   | Roma        | 1–         |
| Swamy Prinno                   | 21   | Volla       | 1–         |
| Alessandro "Ale" Ronca         | 23   | Roma        | 2–         |
| Beatrice "Bea" Cirioni         | 26   | Roma        | 2–         |
| Gaia                           | 20   | Roma        | 2–         |
| Nicole "Nikita" Bertoni        | 23   | Milán       | 2–         |
| Vincenzo D'Antò                | 23   | Nápoles     | 2–         |
| Antiguos miembros del reparto  |      |             |            |
| Mattia "Drago" Caruso          | 20   | Rigutino    | 1–2        |
| Axel Essan                     | 23   | Florencia   | 1          |
| Asia Calamassi                 | 23   | Venecia     | 1          |
| Claris Oliveros                | 21   | Roma        | 1          |
| Gianmarco Lugato               | 24   | Ladispoli   | 1          |
| Jasmin Salvati                 | 23   | Monza       | 1          |

### Duración del reparto
| Nombre    | Temporada 1 | Temporada 1 | Temporada 1 | Temporada 1 | Temporada 1 | Temporada 1 | Temporada 1 | Temporada 1 | Temporada 1 | Temporada 1 | Temporada 2 | Temporada 2 | Temporada 2 | Temporada 2 | Temporada 2 | Temporada 2 | Temporada 2 | Temporada 2 | Temporada 2 | Temporada 2 |
| Nombre    | 1           | 2           | 3           | 4           | 5           | 6           | 7           | 8           | 9           | 10          | 1           | 2           | 3           | 4           | 5           | 6           | 7           | 8           | 9           | 10          |
| --------- | ----------- | ----------- | ----------- | ----------- | ----------- | ----------- | ----------- | ----------- | ----------- | ----------- | ----------- | ----------- | ----------- | ----------- | ----------- | ----------- | ----------- | ----------- | ----------- | ----------- |
| Emi       |             |             |             |             |             |             |             |             |             |             |             |             |             |             |             |             |             |             |             |             |
| Giss      |             |             |             |             |             |             |             |             |             |             |             |             |             |             |             |             |             |             |             |             |
| Marcolino |             |             |             |             |             |             |             |             |             |             |             |             |             |             |             |             |             |             |             |             |
| Spadino   |             |             |             |             |             |             |             |             |             |             |             |             |             |             |             |             |             |             |             |             |
| Skino     |             |             |             |             |             |             |             |             |             |             |             |             |             |             |             |             |             |             |             |             |
| Swamy     |             |             |             |             |             |             |             |             |             |             |             |             |             |             |             |             |             |             |             |             |
| Gaia      |             |             |             |             |             |             |             |             |             |             |             |             |             |             |             |             |             |             |             |             |
| Nikita    |             |             |             |             |             |             |             |             |             |             |             |             |             |             |             |             |             |             |             |             |
| Vincenzo  |             |             |             |             |             |             |             |             |             |             |             |             |             |             |             |             |             |             |             |             |
| Ale       |             |             |             |             |             |             |             |             |             |             |             |             |             |             |             |             |             |             |             |             |
| Bea       |             |             |             |             |             |             |             |             |             |             |             |             |             |             |             |             |             |             |             |             |
| Nombre    | Temporada 1 | Temporada 1 | Temporada 1 | Temporada 1 | Temporada 1 | Temporada 1 | Temporada 1 | Temporada 1 | Temporada 1 | Temporada 1 | Temporada 2 | Temporada 2 | Temporada 2 | Temporada 2 | Temporada 2 | Temporada 2 | Temporada 2 | Temporada 2 | Temporada 2 | Temporada 2 |
| Nombre    | 1           | 2           | 3           | 4           | 5           | 6           | 7           | 8           | 9           | 10          | 1           | 2           | 3           | 4           | 5           | 6           | 7           | 8           | 9           | 10          |
| Drago     |             |             |             |             |             |             |             |             |             |             |             |             |             |             |             |             |             |             |             |             |
| Asia      |             |             |             |             |             |             |             |             |             |             |             |             |             |             |             |             |             |             |             |             |
| Jazmín    |             |             |             |             |             |             |             |             |             |             |             |             |             |             |             |             |             |             |             |             |
| Axel      |             |             |             |             |             |             |             |             |             |             |             |             |             |             |             |             |             |             |             |             |
| Claris    |             |             |             |             |             |             |             |             |             |             |             |             |             |             |             |             |             |             |             |             |
| Gianmarco |             |             |             |             |             |             |             |             |             |             |             |             |             |             |             |             |             |             |             |             |

| = "Miembro del reparto" ingresa al reality. = "Miembro del reparto" regresa al reality. = "Miembro del reparto" abandona el reality. = "Miembro del reparto" ingresa y abandona el reality en el mismo episodio. = "Miembro del reparto" es expulsado del reality. = "Miembro del reparto" abandona y regresa a la casa. = "Miembro del reparto" abandona la casa voluntariamente. | = "Miembro del reparto" es expulsado de la casa. = "Miembro del reparto" regresa a la casa. = "Miembro del reparto" aparece en este episodio. = "Miembro del reparto" aparece en este episodio, pero fuera de la casa. = "Miembro del reparto" no aparece en este episodio. = "Miembro del reparto" aparece en este episodio, pero no es miembro del reparto oficial. = "Miembro del reparto" no es miembro del reparto en este episodio. |

## Episodios
| Temporada | Temporada | Ep. | Transmisión           | Transmisión         |
| Temporada | Temporada | Ep. | Inicio                | Final               |
| --------- | --------- | --- | --------------------- | ------------------- |
|           | T1        | 10  | 4 de marzo de 2024    | 29 de abril de 2024 |
|           | T2        | 10  | 18 de febrero de 2025 | 22 de abril de 2025 |

### Temporada 1 (2024)
| N.º (total) | N.º (temp.) | Título                             | Estreno original      |
| ----------- | ----------- | ---------------------------------- | --------------------- |
| —           | —           | «Conociendo al elenco»             | 12 de febrero de 2024 |
| 1           | 1           | «¡Modo vacaciones activado!»       | 4 de marzo de 2024    |
| 2           | 2           | «Trabajo, litigios y lujuria»      | 4 de marzo de 2024    |
| 3           | 3           | «Porque la noche»                  | 11 de marzo de 2024   |
| 4           | 4           | «La danza del corteggio»           | 18 de marzo de 2024   |
| 5           | 5           | «El triángulo de los celos»        | 25 de marzo de 2024   |
| 6           | 6           | «"Calma y sangre fría: nivel cero» | 1 de abril de 2024    |
| 7           | 7           | «Una entrada volcánica»            | 8 de abril de 2024    |
| 8           | 8           | «Tentaciones peligrosas»           | 15 de abril de 2024   |
| 9           | 9           | «Intrigas y vengazas»              | 22 de abril de 2024   |
| 10          | 10          | «¡Somos familia!»                  | 29 de abril de 2024   |

### Temporada 2 (2025)
| N.º (total) | N.º (temp.) | Título                                | Estreno original      |
| ----------- | ----------- | ------------------------------------- | --------------------- |
| —           | —           | «Conociendo al elenco»                | 7 de febrero de 2025  |
| 11          | 1           | «De vuelta al Shore»                  | 18 de febrero de 2025 |
| 12          | 2           | «Recién llegados, viejos hábitos»     | 25 de febrero de 2025 |
| 13          | 3           | «Los chicos Shore»                    | 4 de marzo de 2025    |
| 14          | 4           | «La vida en el Shore»                 | 11 de marzo de 2025   |
| 15          | 5           | «Amor y psicosis»                     | 18 de marzo de 2025   |
| 16          | 6           | «Somos la familia Shore»              | 25 de marzo de 2024   |
| 17          | 7           | «Mi Shore»                            | 1 de abril de 2025    |
| 18          | 8           | «Castillos, dragones y otros cuentos» | 8 de abril de 2025    |
| 19          | 9           | «Jóvenes imprudentes»                 | 15 de abril de 2025   |
| 20          | 10          | «El interminable Shore»               | 22 de abril de 2025   |